# Aphananthe philippinensis
Aphananthe philippinensis là một loài thực vật có hoa trong họ Cannabaceae. Loài này được Planch. mô tả khoa học đầu tiên năm 1848.
Ở Úc, loài cây này xuất hiện từ sông Manning ở New South Wales đến gần Herberton ở vùng nhiệt đới Queensland. Loài cây này lần đầu tiên được mô tả từ đảo Luzon ở Philippines, do đó tên loài. Loài cây này cũng xuất hiện trên quần đảo Solomon và Papua New Guinea
Môi trường sống của Úc bao gồm các khu rừng nhiệt đới khô.

## Hình ảnh

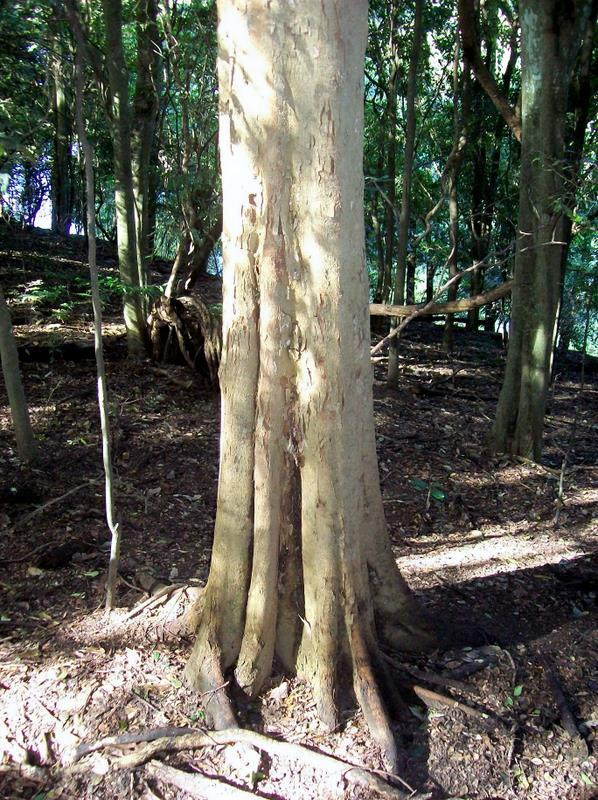